# 奥尼亚村
奥尼亚村（義大利語：Villa d'Ogna）是意大利贝加莫省的一个市镇。总面积5平方公里，人口1976人，人口密度395.2人/平方公里（2009年）。国家统计（ISTAT）代码为016241。